# Пивная башня
Пивна́я башня — резервуар для подачи пива. Получил популярность в 90-х годах во Франции, Германии, Великобритании благодаря удобству, и долгому сохранению пенного напитка охлаждённым.

## Технология разлива

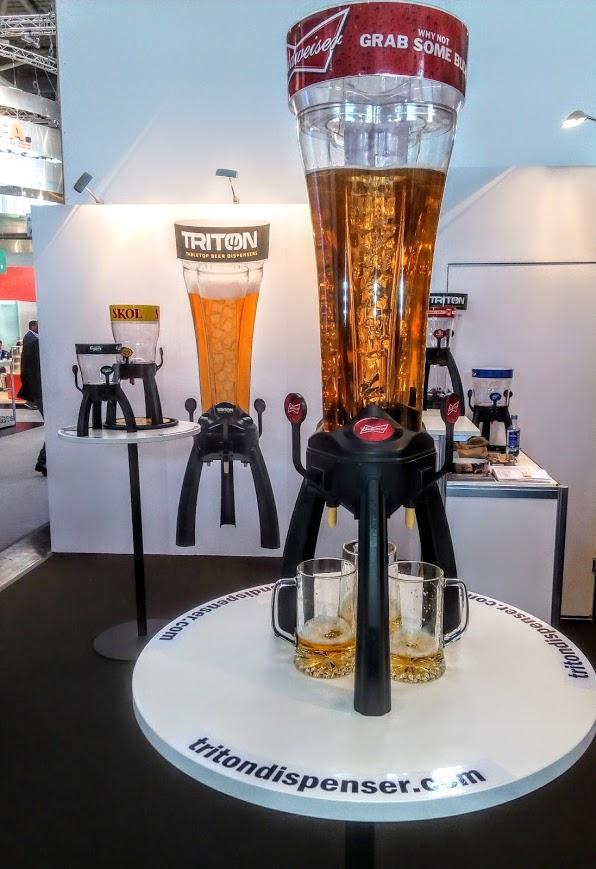
пивной дозатор с тремя кранами

Наиболее принципиальными моментами для правильного соблюдения технологии разлива являются контроль за степенью насыщенности пива диоксидом углерода СО2 и поддержание в системе необходимого уровня рабочего давления. В первую очередь для насыщения пива газом потребуется запастись баллоном из углеродистой стали, предназначенным для хранения пищевой углекислоты. В заведениях общепита наиболее удобными в использовании считаются компактные баллоны на 10 л, которые можно с легкостью размещать под барными стойками.
Для поддержания в системе определенного уровня стабильного давления газа служит углекислотный редуктор, устанавливаемый на баллон с СО2. В его задачи входят снижение исходного давления газа в «хранилище» с 60-80 до 1-2 атмосфер и автоматическое поддержание его на должном уровне.
От правильного выбора и наладки редуктора зависит очень многое, поскольку появившееся в канале избыточное давление пива способно привести к обрыву шланга или даже к мини-взрыву. В состав редуктора входят манометр для демонстрации уровня высокого давления в баллоне и манометр для показаний уровня низкого давления в пивной магистрали. Обычно при помощи одного редуктора можно разливать сразу до 5 сортов пива. Только в этом случае следует обязательно помнить: каждый сорт пива желательно наливать при указанном производителем давлении. В случае пренебрежения этим правилом сильно возрастет процесс пенообразования и усложнится процедура разлива. Поскольку даже в стационарных условиях бара или ресторана незначительное колебание температуры может потребовать от бармена изменения рабочего давления, обычно в редукторе для этих целей предусмотрена возможность его регулировки по специальной шкале.